# 卡皮彎線䲁
卡皮彎線䲁（學名：Helcogramma capidata），為輻鰭魚綱䲁形目三鰭䲁科彎線䲁屬的一個種，是由理查德·羅森布拉特於1960年描述，分布於中西太平洋區，從印尼至斐濟、紐埃和美屬薩摩亞海域，深度0至30公尺，本魚體型小呈圓柱狀，吻部短，側面鈍，上頜向後延伸至眼前緣下方，雄魚頭部黑色，背鰭硬棘16-18枚、背鰭軟條10-12枚、臀鰭硬棘1枚、臀鰭軟條19-21枚，體長可達3.7公分，棲息在礁石邊緣的湧浪區，以藻類為食，雌魚產附著性卵在藻類築的巢，雄魚會守護卵，幼魚為浮游性，生活習性不明。